# 1065. grenadirski polk (Wehrmacht)
1065. grenadirski polk (izvirno nemško 1065. Grenadier-Regiment; kratica 1065. GR) je bil pehotni polk Heera v času druge svetovne vojne.

## Zgodovina
Polk je bil ustanovljen 1. julija 1944 in razpuščen 4. avgusta istega leta.